# Juliane Schenk
Juliane Schenk (* 26. November 1982 in Krefeld) ist eine deutsche Badmintonspielerin. Sie war bis Mitte 2013 als Sportsoldatin in der Bundeswehr tätig. Im März 2014 beendete sie ihre internationale Karriere.

## Sportliche Karriere
Juliane Schenk begann ihre sportliche Karriere in Krefeld beim Hülser Sportverein, für den sie auch ihre ersten nationalen Erfolge erkämpfte. 1997 wurde sie in der Altersklasse U14 Deutsche Meisterin im Damendoppel sowie Vizemeisterin im Mixed. Zwei Jahre später gewann sie erneut den Titel im Damendoppel, diesmal jedoch in der U17 gemeinsam mit Carina Mette. Mittlerweile für den SC Union 08 Lüdinghausen in der U19 startend, holte sie sich in den folgenden beiden Jahren erneut mit Mette den Titel im Doppel.
In Lüdinghausen spielte sie ein Jahr Regionalliga, zwei Jahre in der 2. Bundesliga und ab 2002 in der 1. Bundesliga. Seit 2005 startet sie für die SG EBT Berlin, gewann jedoch noch für Lüdinghausen zwei Deutsche Meistertitel im Damendoppel bei den Erwachsenen 2004 und 2005. In den darauffolgenden beiden Jahren machte sie ihre Serie von vier Meistertiteln in Folge komplett.
Durch das Erreichen des Halbfinales bei den Individualeuropameisterschaften qualifizierte Juliane Schenk sich für die Teilnahme bei den Olympischen Spielen 2008 in China im Dameneinzel. Schenk traf in der ersten Runde auf Maria Kristin Yulianti aus Indonesien, die sich in drei Sätzen gegen die Deutsche durchsetzen konnte.
Nachdem sie 2009, 2010 und 2011 die deutsche Meisterschaft im Dameneinzel gewann, konnte sie 2012 ihren Titel gesundheitsbedingt nicht verteidigen.
2012 konnte sie mit der deutschen Damennationalmannschaft die Goldmedaille bei der Mannschaftseuropameisterschaft erringen. Im gleichen Jahr erreichte sie erstmals eine Platzierung in den Top 5 der Welt im Dameneinzel.
2013 trat Juliane Schenk nicht bei den deutschen Meisterschaften an, da sie eine Einladung zur Teilnahme an der Djarum Superliga 2013 in Indonesien erhalten hatte.
Am 31. Mai 2013 kündigte Juliane Schenk an, zum Jahresende aus der Nationalmannschaft auszutreten. Vier Tage später wurde sie vom DBV mit sofortiger Wirkung aus dem Nationalkader ausgeschlossen. Am 15. Juni erreichte Schenk das Finale der Indonesia Open, in dem sie am 16. Juni Li Xuerui aus der Volksrepublik China in drei Sätzen unterlag. In der darauffolgenden Woche wurde Juliane Schenk als Nummer 2 in der Weltrangliste im Dameneinzel geführt. Am 16. Juli 2013 veröffentlichte die SG Empor Brandenburger Tor 1952 die Nachricht, dass Juliane Schenk ihre Teilnahme an der kommenden Bundesligasaison 2013/2014 abgesagt habe.

## Vereine
- bis 1998: Hülser Sportverein (Krefeld)
- 1999–2004: SC Union 08 Lüdinghausen (Ein Jahr Regionalliga, zwei Jahre 2. Bundesliga und ab 2002 1. Bundesliga)
- 2005–2013: SG Empor Brandenburger Tor 1952

## Sportliche Erfolge

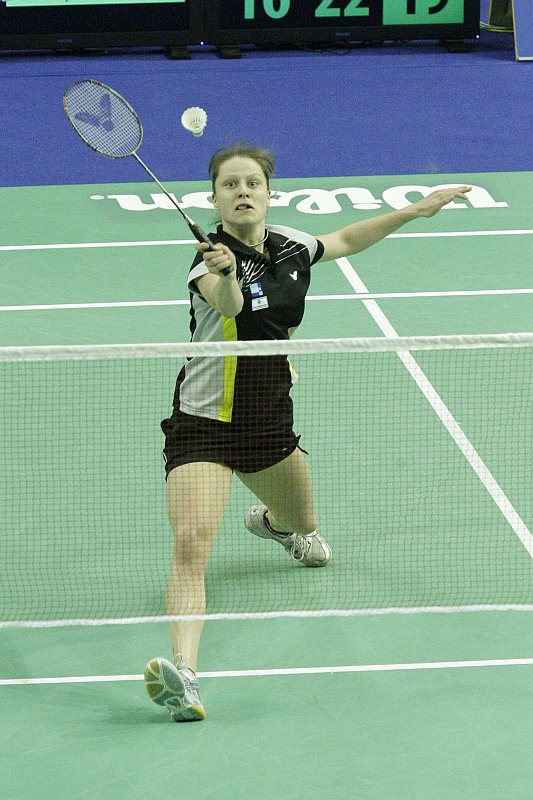
Juliane Schenk bei den Swiss Open 2010

### Partner im Damendoppel
| Name                | Nationalität | Jahr(e)   |
| ------------------- | ------------ | --------- |
| Nicole Grether      | Deutschland  | 2002–2007 |
| Birgit Michels      | Deutschland  | 2012      |
| Johanna Goliszewski | Deutschland  | 2012      |
| Lotte Bruil         | Niederlande  | 2012      |

### Deutsche Meisterschaften
| Jahr | Ereignis                       | Disziplin         | Ergebnis      |
| ---- | ------------------------------ | ----------------- | ------------- |
| 1998 | Deutsche Juniorenmeisterschaft | Damendoppel U15   | Siegerin      |
| 1999 | Deutsche Juniorenmeisterschaft | Damendoppel U17   | Siegerin      |
| 2000 | Deutsche Juniorenmeisterschaft | Damendoppel U19   | Siegerin      |
| 2001 | Deutsche Juniorenmeisterschaft | Damendoppel U19   | Siegerin      |
| 2001 | Deutsche Meisterschaft         | Damendoppel       | Dritter Platz |
| 2002 | Deutsche Meisterschaft         | Dameneinzel       | Dritter Platz |
| 2002 | Deutsche Meisterschaft         | Damendoppel       | Dritter Platz |
| 2003 | Deutsche Meisterschaft         | Dameneinzel       | Dritter Platz |
| 2003 | Deutsche Meisterschaft         | Damendoppel       | Finalistin    |
| 2004 | Deutsche Meisterschaft         | Damendoppel       | Siegerin      |
| 2005 | Deutsche Meisterschaft         | Dameneinzel       | Finalistin    |
| 2005 | Deutsche Meisterschaft         | Damendoppel       | Siegerin      |
| 2006 | Deutsche Meisterschaft         | Dameneinzel       | Dritter Platz |
| 2006 | Deutsche Meisterschaft         | Damendoppel       | Siegerin      |
| 2007 | Deutsche Meisterschaft         | Dameneinzel       | Finalistin    |
| 2007 | Deutsche Meisterschaft         | Damendoppel       | Siegerin      |
| 2008 | Deutsche Meisterschaft         | Dameneinzel       | Finalistin    |
| 2009 | Deutsche Meisterschaft         | Dameneinzel       | Siegerin      |
| 2010 | Deutsche Meisterschaft         | Dameneinzel       | Siegerin      |
| 2011 | Deutsche Meisterschaft         | Dameneinzel       | Siegerin      |
| 2011 | Deutsche Meisterschaft         | Gemischtes Doppel | Dritter Platz |

### Europameisterschaften
| Jahr                                                    | Austragungsort | Ereignis | Disziplin            | Ergebnis          |
| ------------------------------------------------------- | -------------- | -------- | -------------------- | ----------------- |
| Junioreneuropameisterschaften                           |                |          |                      |                   |
| 2001                                                    | Spała          |          | Gemischte Mannschaft | Siegerin          |
| 2001                                                    | Spała          |          | Dameneinzel U19      | Siegerin          |
| Europameisterschaften                                   |                |          |                      |                   |
| 2002                                                    | Malmö          |          | Dameneinzel          | 1/16              |
| 2002                                                    | Malmö          |          | Damendoppel          | 1/32              |
| 2004                                                    | Genf           |          | Dameneinzel          | Viertelfinalistin |
| 2004                                                    | Genf           |          | Damendoppel          | Dritter Platz     |
| 2006                                                    | Den Bosch      |          | Dameneinzel          | Dritter Platz     |
| 2006                                                    | Den Bosch      |          | Damendoppel          | Finalistin        |
| 2008                                                    | Herning        |          | Dameneinzel          | Dritter Platz     |
| 2010                                                    | Manchester     |          | Dameneinzel          | Finalistin        |
| 2012                                                    | Karlskrona     |          | Dameneinzel          | Finalistin        |
| Europameisterschaften der Damennationalmannschaft       |                |          |                      |                   |
| 2006                                                    | Thessaloniki   |          | Damenmannschaft      | Dritter Platz     |
| 2008                                                    | Almere         |          | Damenmannschaft      | Dritter Platz     |
| 2010                                                    | Warschau       |          | Damenmannschaft      | Dritter Platz     |
| 2012                                                    | Amsterdam      |          | Damenmannschaft      | Siegerin          |
| Europameisterschaft der gemischten Nationalmannschaften |                |          |                      |                   |
| 2004                                                    | Genf           |          | Gemischte Mannschaft | Dritter Platz     |
| 2006                                                    | Den Bosch      |          | Gemischte Mannschaft | Vierter           |
| 2008                                                    | Herning        |          | Gemischte Mannschaft | Fünfter           |
| 2009                                                    | Liverpool      |          | Gemischte Mannschaft | 1/8               |
| 2011                                                    | Amsterdam      |          | Gemischte Mannschaft | Finalistin        |
| 2013                                                    | Ramenskoje     |          | Gemischte Mannschaft | Siegerin          |

### Weltmeisterschaften
| Jahr | Austragungsort | Ereignis          | Disziplin   | Ergebnis          |
| ---- | -------------- | ----------------- | ----------- | ----------------- |
| 2001 | Sevilla        | Weltmeisterschaft | Damendoppel | 1/32              |
| 2001 | Sevilla        | Weltmeisterschaft | Dameneinzel | 1/64              |
| 2003 | Birmingham     | Weltmeisterschaft | Damendoppel | 1/16              |
| 2003 | Birmingham     | Weltmeisterschaft | Dameneinzel | 1/32              |
| 2005 | Anaheim        | Weltmeisterschaft | Damendoppel | 1/64              |
| 2005 | Anaheim        | Weltmeisterschaft | Dameneinzel | 1/16              |
| 2007 | Kuala Lumpur   | Weltmeisterschaft | Damendoppel | 1/16              |
| 2007 | Kuala Lumpur   | Weltmeisterschaft | Dameneinzel | 1/32              |
| 2009 | Hyderabad      | Weltmeisterschaft | Dameneinzel | Viertelfinalistin |
| 2010 | Paris          | Weltmeisterschaft | Dameneinzel | 1/16              |
| 2011 | London         | Weltmeisterschaft | Dameneinzel | Dritter Platz     |

### Olympische Spiele
| Jahr | Austragungsort | Ereignis          | Disziplin   | Ergebnis     |
| ---- | -------------- | ----------------- | ----------- | ------------ |
| 2004 | Athen          | Olympische Spiele | Dameneinzel | 1. Runde     |
| 2004 | Athen          | Olympische Spiele | Damendoppel | Achtelfinale |
| 2008 | Peking         | Olympische Spiele | Dameneinzel | 1. Runde     |
| 2012 | London         | Olympische Spiele | Dameneinzel | Achtelfinale |

### Uber Cup
| Jahr | Austragungsort          | Ereignis      | Disziplin       | Ergebnis                             |
| ---- | ----------------------- | ------------- | --------------- | ------------------------------------ |
| 2004 | Indonesien, Jakarta     | Uber Cup 2008 | Damenmannschaft | Gruppensieger (Aufstieg in Gruppe 1) |
| 2006 | Japan, Sendai und Tokio | Uber Cup 2006 | Damenmannschaft | Dritter Platz                        |
| 2008 | Indonesien, Jakarta     | Uber Cup 2008 | Damenmannschaft | Dritter Platz                        |
| 2010 | Malaysia, Kuala Lumpur  | Uber Cup 2010 | Damenmannschaft | Vorrunde ausgeschieden               |

### European Circuit Final
| Jahr | Ereignis                        | Disziplin   | Ergebnis   |
| ---- | ------------------------------- | ----------- | ---------- |
| 2008 | Badminton Europe Circuit Finals | Dameneinzel | Siegerin   |
| 2009 | Circuit Finals 2009             | Dameneinzel | Finalistin |

### Weitere internationale Wettbewerbe
| Jahr | Ereignis                                                | Disziplin   | Ergebnis          |
| ---- | ------------------------------------------------------- | ----------- | ----------------- |
| 2000 | Austrian International 2000                             | Dameneinzel | Dritter Platz     |
| 2002 | Portugal International 2002                             | Dameneinzel | Dritter Platz     |
| 2002 | Dutch International 2002                                | Dameneinzel | Dritter Platz     |
| 2002 | Dutch International 2002                                | Damendoppel | Siegerin          |
| 2002 | Scottish Open 2002                                      | Damendoppel | Finalistin        |
| 2002 | Irish Open 2002                                         | Dameneinzel | Dritter Platz     |
| 2002 | Irish Open 2002                                         | Damendoppel | Finalistin        |
| 2003 | Portugal International 2003                             | Dameneinzel | Dritter Platz     |
| 2003 | Korea Open 2003                                         | Damendoppel | Dritter Platz     |
| 2003 | Mauritius International 2003                            | Damendoppel | Siegerin          |
| 2003 | Spanish International 2003                              | Damendoppel | Dritter Platz     |
| 2003 | South Africa International 2003                         | Damendoppel | Dritter Platz     |
| 2003 | Scottish Open 2003                                      | Dameneinzel | Dritter Platz     |
| 2003 | Scottish Open 2003                                      | Damendoppel | Finalistin        |
| 2003 | Badminton Open Saarbrücken                              | Damendoppel | Siegerin          |
| 2003 | Irish Open                                              | Damendoppel | Siegerin          |
| 2004 | Portuguese Open                                         | Dameneinzel | Dritter Platz     |
| 2004 | Portuguese Open                                         | Damendoppel | Dritter Platz     |
| 2004 | Dutch International 2004                                | Damendoppel | Dritter Platz     |
| 2004 | Denmark Open                                            | Dameneinzel | Viertelfinalistin |
| 2005 | Dutch International                                     | Dameneinzel | Dritter Platz     |
| 2005 | Dutch International                                     | Damendoppel | Siegerin          |
| 2005 | Belgian International                                   | Dameneinzel | Finalistin        |
| 2005 | Belgian International                                   | Damendoppel | Siegerin          |
| 2005 | Thessaloniki World Grand Prix 2005                      | Dameneinzel | Finalistin        |
| 2005 | Thessaloniki World Grand Prix 2005                      | Damendoppel | Dritter Platz     |
| 2005 | Badminton Open Saarbrücken 2005                         | Damendoppel | Siegerin          |
| 2005 | Norwegian International 2005                            | Dameneinzel | Siegerin          |
| 2005 | Norwegian International 2005                            | Damendoppel | Siegerin          |
| 2005 | Irish International                                     | Dameneinzel | Finalistin        |
| 2006 | Swiss Open                                              | Dameneinzel | -                 |
| 2006 | Austrian International                                  | Dameneinzel | Siegerin          |
| 2006 | Dutch International 2006                                | Damendoppel | Siegerin          |
| 2007 | German Open                                             | Dameneinzel | Viertelfinalisten |
| 2007 | Finnish International Championships                     | Dameneinzel | Finalistin        |
| 2007 | Spanish Open                                            | Dameneinzel | Siegerin          |
| 2007 | Spanish Open                                            | Damendoppel | Siegerin          |
| 2007 | Le Volant d’Or de Toulouse - Blagnac (Inter, Challenge) | Damendoppel | Viertelfinalistin |
| 2007 | Thailand Open (GP Gold)                                 | Dameneinzel | Viertelfinalistin |
| 2007 | Thailand Open (GP Gold)                                 | Damendoppel | Viertelfinalistin |
| 2007 | Philippine Open                                         | Dameneinzel | Halbfinalistin    |
| 2007 | Türkei International                                    | Damendoppel | Siegerin          |
| 2007 | Türkei International                                    | Dameneinzel | Siegerin          |
| 2007 | Taipeh Open                                             | Damendoppel | Viertelfinalistin |
| 2007 | Taipeh Open                                             | Dameneinzel | Viertelfinalistin |
| 2007 | Saarloxlux Open                                         | Damendoppel | Viertelfinalistin |
| 2007 | Saarloxlux Open                                         | Dameneinzel | Finalistin        |
| 2007 | Dutch Open Grand Prix                                   | Dameneinzel | Dritter Platz     |
| 2007 | Norwegian International                                 | Dameneinzel | Siegerin          |
| 2007 | Norwegian International                                 | Damendoppel | Viertelfinalistin |
| 2007 | Italien International                                   | Dameneinzel | Siegerin          |
| 2008 | Korea Open                                              | Dameneinzel | Viertelfinalistin |
| 2008 | Yonex German Open                                       | Dameneinzel | Dritter Platz     |
| 2008 | Polish Open                                             | Dameneinzel | Siegerin          |
| 2008 | Victor Dutch International 2008                         | Dameneinzel | Viertelfinalistin |
| 2008 | White Nights                                            | Dameneinzel | Finalistin        |
| 2008 | Belgian International 2008                              | Dameneinzel | Siegerin          |
| 2008 | Badminton Open Saarbrücken 2008                         | Dameneinzel | Dritter Platz     |
| 2008 | VIII Italian International 2008                         | Dameneinzel | Siegerin          |
| 2009 | Austrian International                                  | Dameneinzel | Siegerin          |
| 2009 | Wilson Badminton Swiss Open                             | Dameneinzel | Viertelfinalistin |
| 2009 | Finnish International                                   | Dameneinzel | Siegerin          |
| 2009 | Dutch International                                     | Dameneinzel | Siegerin          |
| 2009 | Yonex Sunrise Malaysia Open Grand Prix Gold 2009        | Dameneinzel | Viertelfinalistin |
| 2009 | Macau Grand Prix Gold 2009                              | Dameneinzel | Dritter Platz     |
| 2009 | Badminton Open Saarbrücken 2009                         | Dameneinzel | Siegerin          |
| 2009 | Norwegian International Championships 2009              | Dameneinzel | Siegerin          |
| 2010 | Yonex German Open                                       | Dameneinzel | Finalistin        |
| 2010 | Yonex All England Open                                  | Dameneinzel | Viertelfinalistin |
| 2010 | Swiss Open                                              | Dameneinzel | Viertelfinalistin |
| 2010 | Dutch Open                                              | Dameneinzel | Siegerin          |
| 2010 | Spanish International                                   | Dameneinzel | Siegerin          |
| 2010 | Canada Open                                             | Dameneinzel | Siegerin          |
| 2010 | US Open Grand Prix Gold                                 | Dameneinzel | Dritter Platz     |
| 2010 | Belgian International                                   | Dameneinzel | Siegerin          |
| 2010 | Yonex Hong Kong Open                                    | Dameneinzel | Dritter Platz     |
| 2011 | Malaysia Open                                           | Dameneinzel | Viertelfinalistin |
| 2011 | Yonex German Open                                       | Dameneinzel | Viertelfinalistin |
| 2011 | Yonex All England Open                                  | Dameneinzel | Viertelfinalistin |
| 2011 | Swiss Open                                              | Dameneinzel | Dritter Platz     |
| 2011 | Morocco International Open                              | Dameneinzel | Finalistin        |
| 2011 | Thailand Open                                           | Dameneinzel | Viertelfinalistin |
| 2011 | Singapore Open                                          | Dameneinzel | Viertelfinalistin |
| 2011 | Indonesia Open                                          | Dameneinzel | Viertelfinalistin |
| 2011 | Li Ning China Masters                                   | Dameneinzel | Viertelfinalistin |
| 2011 | Japan Open                                              | Dameneinzel | Finalistin        |
| 2011 | French Open                                             | Dameneinzel | Viertelfinalistin |
| 2011 | Badminton Open Saarbrücken                              | Dameneinzel | Dritter Platz     |
| 2012 | Korea Open                                              | Dameneinzel | Viertelfinalistin |
| 2012 | Malaysia Open                                           | Dameneinzel | Viertelfinalistin |
| 2012 | German Open                                             | Dameneinzel | Finalistin        |
| 2012 | Swiss Open                                              | Dameneinzel | Viertelfinalistin |
| 2012 | India Open                                              | Dameneinzel | Finalistin        |
| 2012 | Indonesia Open                                          | Dameneinzel | Viertelfinalistin |
| 2012 | Singapore Open                                          | Dameneinzel | Siegerin          |
| 2012 | Denmark Open                                            | Dameneinzel | Finalistin        |
| 2012 | French Open                                             | Dameneinzel | Dritter Platz     |
| 2012 | Bitburger Open                                          | Dameneinzel | Siegerin          |
| 2012 | China Open                                              | Dameneinzel | Dritter Platz     |
| 2012 | Hongkong Open                                           | Dameneinzel | Dritter Platz     |
| 2013 | Indonesia Open                                          | Dameneinzel | Finalistin        |